# Myriam Frey Schär
Myriam Frey Schär (* 18. März 1972; heimatberechtigt in Gondiswil und Oekingen) ist eine Schweizer Politikerin (Grüne).

## Leben
Nach der Matura an der Kantonsschule Olten absolvierte Myriam Frey Schär ein Studium der Architektur an der ETH Zürich, das sie 1999 abschloss. Sie war von 2009 bis 2021 als Amteischätzerin bei der Solothurner Gebäudeversicherung tätig. 2018 schloss sie an der ZHAW ein Studium der angewandten Linguistik mit Schwerpunkt Fachübersetzerin ab. Neben einer Anstellung als Übersetzerin an der Hochschule Luzern ist sie als selbständige Übersetzerin sowie als Autorin von Kurzgeschichten und Essays in englischer Sprache tätig. Sie lebt in Olten.

## Politik
Myriam Frey Schär war von 2009 bis 2022 Mitglied des Gemeindeparlaments von Olten.
Im Dezember 2019 rückte Myriam Frey Schär für den aufgrund seiner Wahl in den Nationalrat zurückgetretenen Felix Wettstein in den Kantonsrat des Kantons Solothurn nach.
Myriam Frey Schär ist Vorstandsmitglied und war ab 2013 Co-Präsidentin und von 2019 bis 2022 Präsidentin der Grünen Region Olten.